# Évêché titulaire de Belcastro

Le diocèse de Belcastro (Dioecesis Bellicastrensis) est un évêché titulaire de l'Église catholique romaine. Il remonte à un siège épiscopal de la ville de Belcastro, située dans la région italienne de Calabre. Le diocèse de Belcastro était subordonné à l'archidiocèse de Crotone-Santa Severina en tant que suffragant.

## Liste des évêques titulaires de Belcastro
| Évêques titulaires de Belcastro | Évêques titulaires de Belcastro                                       | Évêques titulaires de Belcastro                                                                | Évêques titulaires de Belcastro | Évêques titulaires de Belcastro |
| N°                              | Nom                                                                   | Fonction                                                                                       | Début                           | Fin                             |
| ------------------------------- | --------------------------------------------------------------------- | ---------------------------------------------------------------------------------------------- | ------------------------------- | ------------------------------- |
| 1                               | Felicissimo Stefano Tinivella (de), archevêque titulaire pro hac vice | Archevêque émérite d'Ancône-Osimo                                                              | 6 juillet 1968                  | 12 décembre 1970                |
| 2                               | José Gottardi Cristelli (en)                                          | Évêque auxiliaire de Montevideo                                                                | 1er mars 1972                   | 5 juin 1985                     |
| 3                               | Pietro Sambi, archevêque titulaire pro hac vice                       | Nonce apostolique                                                                              | 10 octobre 1985                 | 27 juillet 2011                 |
| 4                               | Julien Ries, archevêque titulaire pro hac vice                        | Ensuite cardinal de Sant'Antonio di Padova a Circonvallazione Appia                            | 23 janvier 2012                 | 18 février 2012                 |
| 5                               | José Rodríguez Carballo OFM, archevêque titulaire pro hac vice        | Secrétaire du dicastère pour les instituts de vie consacrée et les sociétés de vie apostolique | 6 avril 2013                    | 14 septembre 2023               |
| 6                               | Giovanni Cesare Pagazzi, archevêque titulaire pro hac vice            | Secrétaire du dicastère pour la Culture et l'Éducation                                         | 30 novembre 2023                |                                 |